# Diffusione (RMN)

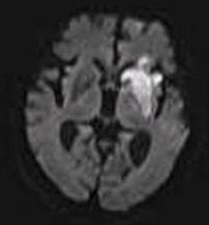
Immagine a diffusione che mostra necrosi (area più chiara) in un infarto cerebrale.

In risonanza magnetica, la diffusione è un parametro utilizzato per produrre immagini di risonanza basate sui movimenti microscopici delle molecole di acqua.
Le immagini pesate in diffusione (DWI, dall'inglese diffusion weighted imaging) evidenziano le variazioni della mobilità dei protoni dell'acqua in un tessuto biologico. In queste immagini, strutture con diffusione "normale" sono convenzionalmente rappresentate più scure, perché sostanzialmente il segnale di risonanza è più attenuato ("abbattuto"), mentre laddove la velocità di diffusione è minore ("ristretta"), come nell'ischemia per esempio, vengono rappresentate più chiare.

## Applicazioni
Rispetto alla RMN tradizionale la tecnica DWI si è dimostrata più sensibile nel valutare in acuto l'entità dei danni da edema dovuto ad un episodio cerebrovascolare, anche prima della TC.
La DWI è anche sensibile ad altre alterazioni edemigene e anche di tipo tumorale anche in altri tessuti, come il fegato, per esempio. Il substrato biologico che giustifichi la positività in DWI in queste diverse realtà patologiche non è ancora stato chiarito. Sembra in relazione all'ipercellularità di alcuni tumori. Per quanto riguarda l'ictus cerebrale è correlato all'insulto assonale: l'assone perde infatti la propria morfologia, formandosi lungo il suo decorso delle varicosità (assone a corona di rosario) che ben correlano con la restrizione della diffusione delle molecole d'acqua. Tale dato è confermato anche da modelli animali e matematici.